# Clypeaster humilis
A Clypeaster humilis a tengerisünök (Echinoidea) osztályának Clypeasteroida rendjébe, ezen belül a Clypeasteridae családjába tartozó faj.

## Előfordulása
A Clypeaster humilis legfőbb előfordulási területe a Vörös-tengerben és az Indiai-óceánban van. Elterjedése délen a Dél-afrikai Köztársaságtól, Madagaszkártól és a Seychelle-szigetektől kezdve, Afrika keleti partvidékén, valamint Ázsia déli partvonalán, egészen Ausztrália északi részéig és a Fülöp-szigetekig tart. A Csendes-óceán nyugati és déli részein is vannak állományai, azonban az itteniek további kutatásokat igényelnek.

## Életmódja
Tengeri élőlény, amely 0-216 méteres mélységek között él. A kontinentális selfeken mászva, szerves törmelékkel táplálkozik. A Vörös-tengerben élő példányok szimbiózisban élnek az Oxydromus spinapandens nevű soksertéjűfajjal (Polychaeta); még nem ismert, hogy a két állat mit nyer egymástól.